# Capital Mundial del Disseny
La Capital Mundial del Disseny (World Design Capital en anglés, WDC) és un projecte de promoció de ciutats de l'International Council of Societies of Industrial Design per a reconéixer i premiar els èxits realitzats per ciutats de tot el món en l'àmbit del disseny.

## Capitals Mundials del Disseny per any
- Àgora València, construït a València per commemorar la Capitalitat Mundial del Disseny 20222008 –  Torí, Piemont[2]

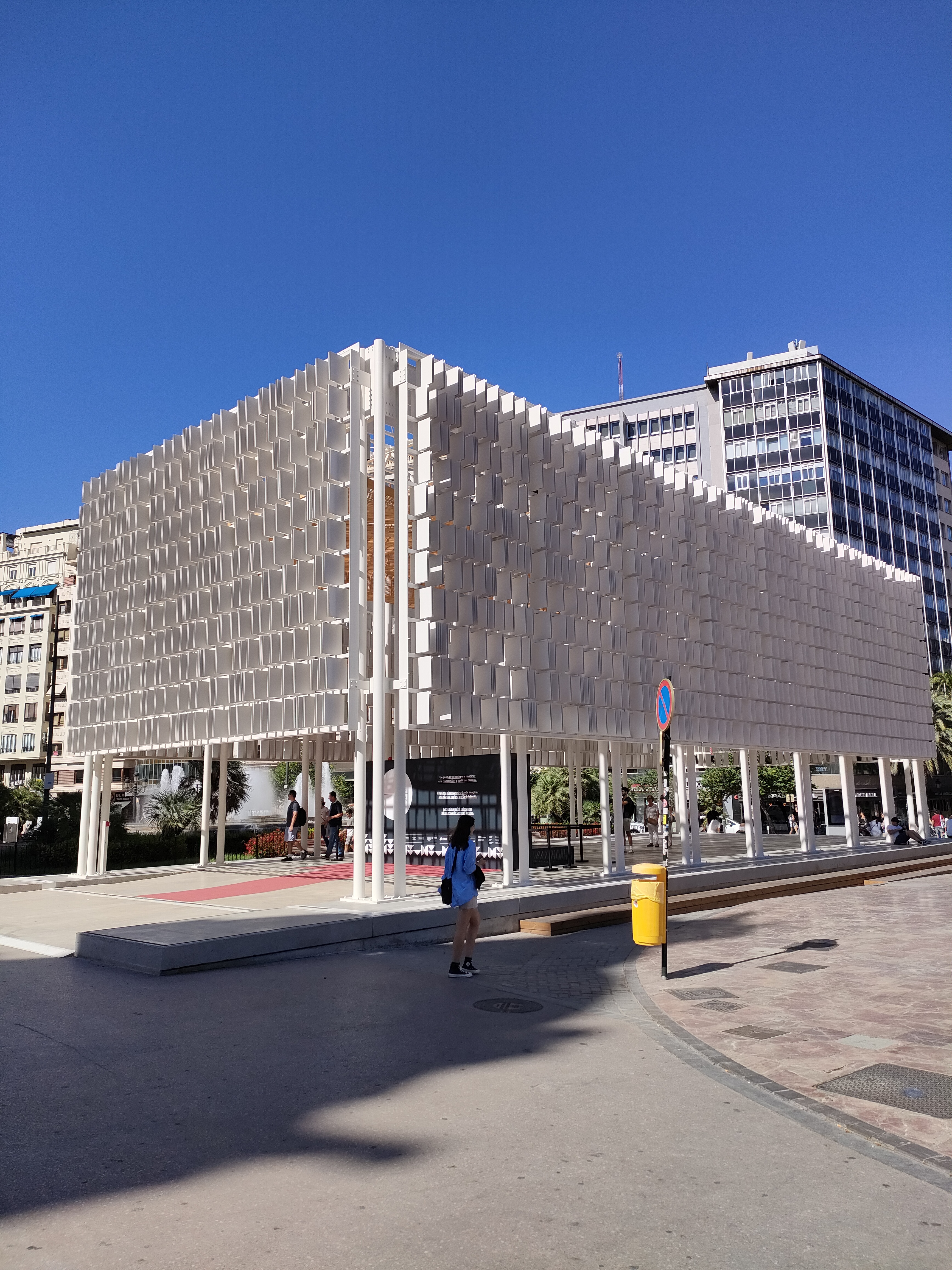
Àgora València, construït a València per commemorar la Capitalitat Mundial del Disseny 2022

- 2010 –  Ciutat Especial Seül, Corea del Sud[3]
- 2012 –  Hèlsinki, Finlàndia[4]
- 2014 –  Cape Town, Sud-àfrica[5]
- 2016 –  Taipei, República de la Xina[6]
- 2018 –  Ciutat de Mèxic, Mèxic
- 2020 –  Metròpoli europea de Lilla, Alts de França[7]
- 2022 –  València, País Valencià[8]
- 2024 –  Tijuana, Mèxic /  San Diego, Estats Units d'Amèrica